# Grand Prix moto d'Espagne 2003
Le  Grand Prix moto d'Espagne 2003 est la troisième manche du championnat du monde de vitesse moto 2003. La compétition s'est déroulée entre le 9 au 11 mai 2003 sur le circuit permanent de Jerez.
C'est la 49e édition du Grand Prix moto d'Espagne.

## Classement MotoGP
| Pos  | Pilote            | Constructeur | Temps/Écart     | Grille | Points |
| ---- | ----------------- | ------------ | --------------- | ------ | ------ |
| 1    | Valentino Rossi   | Honda        | 46 min 50 s 345 | 5      | 25     |
| 2    | Max Biaggi        | Honda        | +6 s 333        | 3      | 20     |
| 3    | Troy Bayliss      | Ducati       | +12 s 077       | 2      | 16     |
| 4    | Tohru Ukawa       | Honda        | +16 s 186       | 4      | 13     |
| 5    | Alex Barros       | Yamaha       | +18 s 630       | 15     | 11     |
| 6    | Makoto Tamada     | Honda        | +24 s 153       | 12     | 10     |
| 7    | John Hopkins      | Suzuki       | +30 s 959       | 7      | 9      |
| 8    | Shinya Nakano     | Yamaha       | +31 s 218       | 13     | 8      |
| 9    | Nobuatsu Aoki     | Proton       | +36 s 002       | 8      | 7      |
| 10   | Olivier Jacque    | Yamaha       | +37 s 566       | 9      | 6      |
| 11   | Noriyuki Haga     | Aprilia      | +43 s 753       | 18     | 5      |
| 12   | Jeremy McWilliams | Proton       | +43 s 894       | 14     | 4      |
| 13   | Kenny Roberts Jr  | Suzuki       | +48 s 891       | 17     | 3      |
| 14   | Colin Edwards     | Aprilia      | +52 s 128       | 11     | 2      |
| 15   | Andrew Pitt       | Kawasaki     | +1 min 08 s 179 | 20     | 1      |
| 16   | Alex Hofmann      | Kawasaki     | +1 min 08 s 372 | 21     |        |
| 17   | Marco Melandri    | Yamaha       | +1 min 31 s 010 | 16     |        |
| 18   | Garry McCoy       | Kawasaki     | +1 tour         | 22     |        |
| Abd. | Loris Capirossi   | Ducati       | Abandon         | 1      |        |
| Abd. | Nicky Hayden      | Honda        | Abandon         | 19     |        |
| Abd. | Sete Gibernau     | Honda        | Abandon         | 6      |        |
| Abd. | Carlos Checa      | Yamaha       | Abandon         | 10     |        |

## Classement final 250 cm3
| Pos  | Pilote             | Constructeur | Temps/Écart     | Grille | Points |
| ---- | ------------------ | ------------ | --------------- | ------ | ------ |
| 1    | Toni Elías         | Aprilia      | 46 min 10 s 793 | 6      | 25     |
| 2    | Roberto Rolfo      | Honda        | +0 s 521        | 4      | 20     |
| 3    | Randy de Puniet    | Aprilia      | +0 s 539        | 1      | 16     |
| 4    | Manuel Poggiali    | Aprilia      | +0 s 607        | 2      | 13     |
| 5    | Anthony West       | Aprilia      | +12 s 048       | 7      | 11     |
| 6    | Sebastian Porto    | Honda        | +14 s 204       | 8      | 10     |
| 7    | Fonsi Nieto        | Aprilia      | +22 s 463       | 5      | 9      |
| 8    | Naoki Matsudo      | Yamaha       | +37 s 840       | 10     | 8      |
| 9    | Alex Debón         | Honda        | +42 s 820       | 16     | 7      |
| 10   | Joan Olive         | Aprilia      | +48 s 821       | 19     | 6      |
| 11   | Franco Battaini    | Aprilia      | +52 s 185       | 3      | 5      |
| 12   | Alex Baldolini     | Aprilia      | +54 s 704       | 23     | 4      |
| 13   | Éric Bataille      | Honda        | +56 s 089       | 11     | 3      |
| 14   | Christian Gemmel   | Honda        | +57 s 708       | 15     | 2      |
| 15   | Dirk Heidolf       | Aprilia      | +1 min 03 s 433 | 20     | 1      |
| 16   | Jaroslav Huleš     | Yamaha       | +1 min 08 s 944 | 21     |        |
| 17   | Jakub Smrž         | Honda        | +1 min 18 s 200 | 22     |        |
| 18   | Chaz Davies        | Aprilia      | +1 min 18 s 401 | 18     |        |
| 19   | Alvaro Molina      | Aprilia      | +1 min 25 s 198 | 24     |        |
| 20   | Henk vd Lagemaat   | Honda        | +1 tour         | 25     |        |
| 21   | Luis Manuel Castro | Yamaha       | +1 tour         | 27     |        |
| Abd. | Johann Stigefelt   | Aprilia      | Abandon         | 12     |        |
| Abd. | Hugo Marchand      | Aprilia      | Abandon         | 13     |        |
| Abd. | Sylvain Guintoli   | Aprilia      | Abandon         | 9      |        |
| Abd. | Héctor Faubel      | Aprilia      | Abandon         | 17     |        |
| Abd. | Erwan Nigon        | Aprilia      | Abandon         | 14     |        |

## Classement final 125 cm3
| Pos  | Pilote            | Constructeur | Temps/Écart     | Grille | Points |
| ---- | ----------------- | ------------ | --------------- | ------ | ------ |
| 1    | Lucio Cecchinello | Aprilia      | 41 min 52 s 177 | 2      | 25     |
| 2    | Steve Jenkner     | Aprilia      | +0 s 088        | 5      | 20     |
| 3    | Alex De Angelis   | Aprilia      | +0 s 378        | 3      | 16     |
| 4    | Daniel Pedrosa    | Honda        | +1 s 385        | 4      | 13     |
| 5    | Stefano Perugini  | Aprilia      | +1 s 507        | 12     | 11     |
| 6    | Casey Stoner      | Aprilia      | +11 s 402       | 11     | 10     |
| 7    | Héctor Barberá    | Aprilia      | +11 s 496       | 7      | 9      |
| 8    | Youichi Ui        | Aprilia      | +15 s 577       | 6      | 8      |
| 9    | Andrea Dovizioso  | Honda        | +18 s 604       | 8      | 7      |
| 10   | Mirko Giansanti   | Aprilia      | +18 s 897       | 9      | 6      |
| 11   | Masao Azuma       | Honda        | +23 s 532       | 17     | 5      |
| 12   | Thomas Lüthi      | Honda        | +23 s 600       | 20     | 4      |
| 13   | Gino Borsoi       | Aprilia      | +23 s 810       | 15     | 3      |
| 14   | Marco Simoncelli  | Aprilia      | +24 s 208       | 10     | 2      |
| 15   | Jorge Lorenzo     | Derbi        | +25 s 139       | 22     | 1      |
| 16   | Mika Kallio       | Honda        | +25 s 230       | 14     |        |
| 17   | Álvaro Bautista   | Aprilia      | +27 s 742       | 16     |        |
| 18   | Emilio Alzamora   | Derbi        | +28 s 511       | 23     |        |
| 19   | Gabor Talmacsi    | Aprilia      | +29 s 036       | 13     |        |
| 20   | Gioele Pellino    | Aprilia      | +59 s 993       | 25     |        |
| 21   | Simone Corsi      | Honda        | +1 min 02 s 499 | 21     |        |
| 22   | Arnaud Vincent    | KTM          | +1 min 02 s 545 | 19     |        |
| 23   | Fabrizio Lai      | Malaguti     | +1 min 02 s 841 | 26     |        |
| 24   | Max Sabbatani     | Aprilia      | +1 min 03 s 046 | 18     |        |
| 25   | Sergio Gadea      | Aprilia      | +1 min 11 s 364 | 33     |        |
| 26   | Imre Tóth         | Honda        | +1 min 11 s 453 | 28     |        |
| 27   | Ismael Ortega     | Aprilia      | +1 min 11 s 693 | 31     |        |
| 28   | Mike Di Meglio    | Aprilia      | +1 min 20 s 298 | 32     |        |
| 29   | Ruben Catalan     | Aprilia      | +1 min 34 s 875 | 34     |        |
| 30   | Leon Camier       | Honda        | +1 min 34 s 935 | 36     |        |
| Abd. | Roberto Locatelli | KTM          | Abandon         | 30     |        |
| Abd. | Pablo Nieto       | Aprilia      | Abandon         | 1      |        |
| Abd. | Stefano Bianco    | Gilera       | Abandon         | 24     |        |
| Abd. | Chris Martin      | Aprilia      | Abandon         | 27     |        |
| Abd. | Julián Simón      | Malaguti     | Abandon         | 29     |        |
| Abd. | David Bonache     | Aprilia      | Abandon         | 35     |        |
| Abd. | Peter Lenart      | Honda        | Abandon         | 37     |        |